# Giosuè Epis
Giosuè Epis (* 4. März 2002 in Brescia) ist ein italienischer Radrennfahrer.

## Sportlicher Werdegang
Als Junior trat Epis international wenig in Erscheinung, nur einmal wurde er im UCI Men Juniors Nations’ Cup eingesetzt. Mit dem Wechsel in die U23 wurde er 2021 Mitglied im italienischen UCI Continental Team Carnovali-Rime, mit dem er vorrangig an Rennen des nationalen Kalenders und italienischen Rennen der UCI Europe Tour teilnahm. 2022 erzielte er seinen ersten internationalen Sieg mit dem Gewinn der zweiten Etappe des Giro della Regione Friuli Venezia Giulia. Zudem gewann er drei Rennen des nationalen Kalenders.
Zur Saison 2023 wechselte Epis zum Team Zalf Euromobil Fior. In der gesamten Saison stand er regelmäßig auf dem Podium verschiedener Rennen, unter anderen auch beim Gran Premio Santa Rita bei seinen zweiten Sieg bei einem UCI-Rennen. Für die Saison 2023 wurde Epis mit dem Oscar tuttoBICI des italienischen Radsportmagazins tuttoBICI als U23-Fahrer des Jahres ausgezeichnet.
Nach seinen Erfolgen wurde Epis 2024 Mitglied im Development Team von Arkéa-B&B Hotels. Hier wurde er bereits mehrfach im UCI WorldTeam eingesetzt, beim ProTour-Rennen Danilith Nokere Koerse 2024 war er bestplatzierter Fahrer des gesamten Teams. Zur Saison 2025 wurde er in das WorldTeam übernommen.  

## Ehrungen
- Oscar tuttoBICI – U23-Fahrer des Jahres 2023

## Erfolge
2019
- eine Etappe Tour de Gironde International

2022
- eine Etappe Giro della Regione Friuli Venezia Giulia

2023
- Gran Premio Santa Rita